# 자를란트주의 기

자를란트 주의 기

자를란트의 기는 자를란트가 서독에 반환된 1957년에 제정되었다. 독일의 국기 가운데에 자를란트 주의 문장이 들어간 형태의 기이다.

## 과거의 기

자르 분지 지역의 기 (1920 ~ 1935년)
자르 보호령의 기 (1947 ~ 1956년)